# Ca Segura (la Fatarella)
Ca Segura és una obra amb elements gòtics i renaixentistes de la Fatarella (Terra Alta) inclosa a l'Inventari del Patrimoni Arquitectònic de Catalunya.

## Descripció
Llosa de pedra rectangular en baix relleu que forma part de mur de cantonada de la façana de l'edifici situat al c/ Solà, núm. 29.
Està situat més o menys a l'altura de la primera planta.
Representa un Crist crucificat.
La creu està ornamentada i la figura del crist és molt expressiva, desproporcionades les mesures humanes, típica del gòtic, amb el cap decantat.
La figura antigament estava policromada, com ho demostra l'existència de restes de pintura de color taronja al voltant de la figura i de color fosc al fons.